# Rentabilité des actifs
Pour les articles homonymes, voir Roa.
La rentabilité des actifs  (en anglais return on assets, ou ROA, pouvant être traduit par taux de rendement de l'actif investi) est une notion économique d'inspiration anglo-saxonne.
Celle-ci mesure en pourcentage le rapport entre le résultat net et l'actif mobilisé dans l'activité. Il indique donc le pourcentage de rentabilité des actifs d'une entreprise dans la génération de revenus.
Elle ne doit pas être confondue avec la rentabilité des capitaux investis (« Return on capital employed » ou ROCE) également traduit en français par « rentabilité économique ».

## Formule de calcul
{\displaystyle {\mbox{ROA}}={\frac {\mbox{Resultat net}}{\mbox{total actif}}}={\mbox{ROS}}*{\mbox{AT}}}
{\displaystyle {\mbox{ROS}}={\frac {\mbox{Bénéfice économique}}{\mbox{Chiffre d'affaires}}}} ; {\displaystyle {\mbox{AT}}={\frac {\mbox{Chiffre d'affaires}}{\mbox{actif économique}}}} ; {\displaystyle {\mbox{ROA}}={\frac {\mbox{Bénéfice économique}}{\mbox{actif économique}}}}